# Aeropuerto de Bagdogra
El Aeropuerto de Bagdogra o Aeródromo Civil de Bagdogra (IATA: IXB, OACI: VEBD), es un aeropuerto militar abierto al tráfico civil. El aeropuerto se encuentra en la población de Bagdogra, a unos 16 km de la ciudad de Siliguri, India. El aeropuerto es el principal foco de entrada a la regionales con vuelos a Calcuta, Nueva Delhi, Madrás y Guwahati. El aeropuerto atiende a miles de turistas anualmente, la mayoría con destino a Darjeeling y Kalimpong y al estado de Sikkim.
El aeropuerto también tiene un helipuerto, con vuelos regulares de helicóptero a Gangtok, capital de Sikkim. 
En diciembre de 2008, se inauguraron dos plataformas de estacionamiento de aeronaves en el aeropuerto. El aeródromo que atendía entre ocho y nueve vuelos diarios tenía sólo tres puestos de estacionamiento. Actualmente, al menos cinco aeronaves pueden ser estacionadas a la vez. En noviembre de 2007, 31.854 pasajeros llegaron al aeropuerto en 430 vuelos. En 2008, el número de pasajeros en el mismo mes, fue de 51.914 que llegaron en 558 operaciones. En marzo de 2009, el aeropuerto de Bagdogra recibió su primer vuelo internacional. Drukair, la Royal Bhutan Airlines, eligió el aeropuerto como lugar de parada entre Bhután y Bangkok y vuelta. La aerolínea efectúa dicha ruta cuatro veces a la semana.

## Aerolíneas y destinos
El aeropuerto recibe vuelos desde las siguientes ciudades a enero de 2020:
| Ciudades por países | Nombre del aeropuerto                             | Aerolíneas                                | Aeronaves  | Frecuencias semanales |
| India               | India                                             | India                                     | India      | India                 |
| ------------------- | ------------------------------------------------- | ----------------------------------------- | ---------- | --------------------- |
| Ahmedabad           | Aeropuerto Internacional Sardar Vallabhbhai Patel | SpiceJet (reinicia 31 de marzo de 2024)   |            |                       |
| Bangalore           | Aeropuerto Internacional de Bangalore             | Air India Express Akasa Air IndiGo        | B737-8MAX* |                       |
| Bombay              | Aeropuerto Internacional de Bombay                | Akasa Air IndiGo                          | B737-8MAX* |                       |
| Calcuta             | Aeropuerto de Calcuta                             | Air India Express IndiGo SpiceJet         |            |                       |
| Chennai             | Aeropuerto Internacional de Chennai               | IndiGo                                    |            |                       |
| Delhi               | Aeropuerto Internacional Indira Gandhi            | Air India Express IndiGo SpiceJet Vistara | A32x-251N* |                       |
| Dibrugarh           | Aeropuerto de Dibrugarh                           | Vistara                                   | A32x-251N* |                       |
| Guwahati            | Aeropuerto de Guwahati                            | Akasa Air SpiceJet                        | B737-8MAX* |                       |
| Hyderabad           | Aeropuerto Internacional de Hyderabad             | IndiGo                                    |            |                       |
| Asia                |                                                   |                                           |            |                       |
| Bután               |                                                   |                                           |            |                       |
| Paro                | Aeropuerto Internacional de Paro                  | Druk Air                                  |            |                       |
| Tailandia           |                                                   |                                           |            |                       |
| Bangkok             | Aeropuerto Internacional Suvarnabhumi             | Druk Air                                  |            |                       |

## Estadísticas
Ver fuente y consulta Wikidata.